# Siemens Nixdorf
La Siemens Nixdorf Informationssysteme AG (SNI) è stata una società tedesca di informatica, che produceva PC, supercomputer e telefonia. Anche sistemi per casse automatiche come bancomat e registratori di cassa. SNI fu il produttore europeo più grande di computer e soluzioni software, fino al momento della cessazione. Seguì la Fujitsu Siemens Computers e la Wincor Nixdorf, divenuta poi Diebold-Nixdorf del gruppo Diebold Nixdorf.

## Storia
Il 1° ottobre 1990, Siemens compra la maggioranza delle azioni di Nixdorf Computer AG di Paderborn, creando una fusione con la divisione informatica di Siemens AG (Augsburg e München) in Siemens Nixdorf Informationssysteme AG (SNI). Nel 1992 Siemens divenutaproprietaria al 100% delle azioni la ingloba nella casa madre Siemens AG. A metà degli anni '90 diventa così il gruppo industriale informatico più grande d'Europa. Nel 1995 nasce la divisione informatica e telecomunicazioni di Siemens AG, Siemens Business Services GmbH und Co OHG (SBS), sempre con sede a Paderborn e München.
Il 1° ottobre 1998, SNI viene cessata e integrata totalmente in Siemens AG. Il nome Siemens Nixdorf continuò ad esistere ancora per un anno in Siemens Nixdorf Banking and Retail Systems GmbH.
La divisione personal computer verrà posta in joint venture con Fujitsu, creando la Fujitsu Siemens Computers GmbH con sede a Monaco di Baviera. Il 1° aprile 2009, Siemens vende la sua quota del 50% a Fujitsu. Diventa così „Fujitsu“ nei mercati FSC (USA), FSC (EMEA) e FJ (Asia) col nome Fujitsu Technology Solutions (FTS) il numero 3 al mondo, dietro Hewlett-Packard e Dell.

## Prodotti

### Monitor
È stata il più grande costruttore di monitor della Germania, con collegamenti a PC mediante conessioni BNC-/D-Sub-Modus, con controllo di temperatura di colore e scansione interlacciata. 
I monitor Siemens dagli anni '80 venivano costruiti dalla Tandberg Data. Dal 1982 fu uno dei primi costruttori a produrre monitor monocromatici in verde e arancio con frequenza di refresh 50-60 Hertz.
Dopo l'acquisizione di Nixdorf da parte di Siemens il grosso dei monitor venne prodotto in Taiwan.

### Tastiere

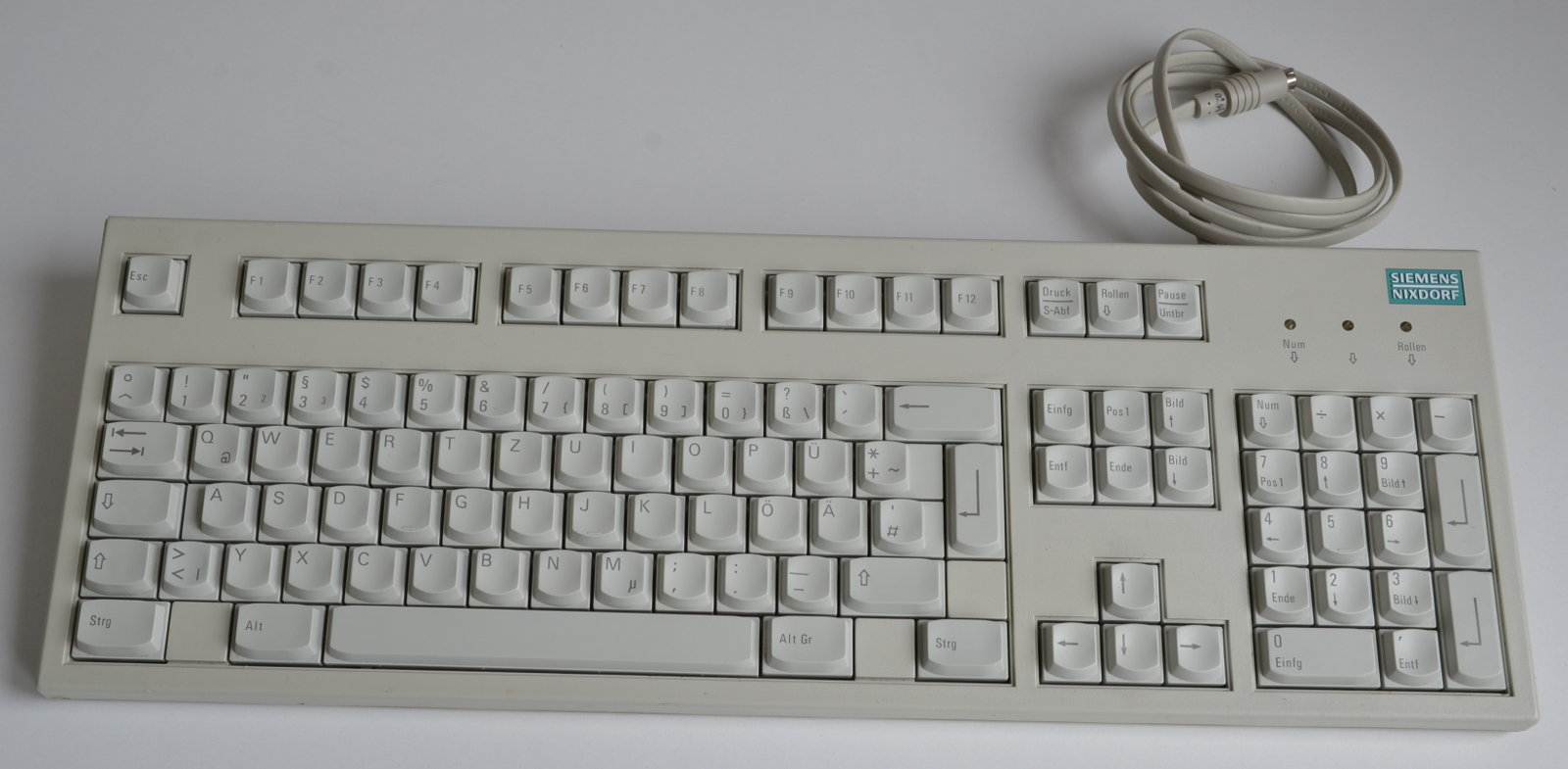
Tastiera K200, premio IF Product Design Award 1993

Ad Augusta (Germania) venivano prodotte le tastiere dalla Cherry.

### Calcolatori
Siemens produsse mainframe e supercomputer come il sistema 7500 e il VPP50.

### Personal computer

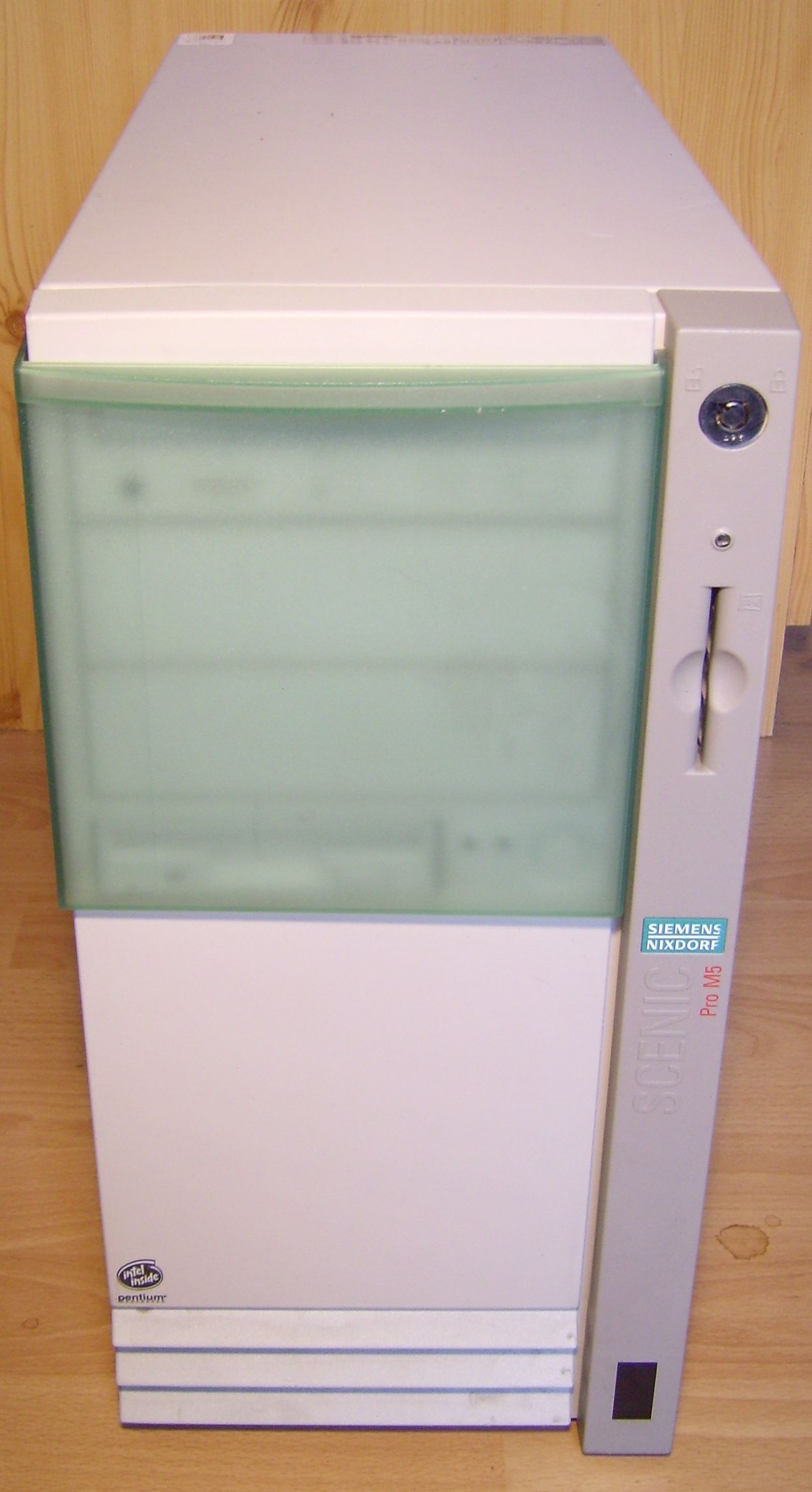
SNI Scenic Pro M5, 1996

I modelli Scenic e Xpert erano esempi di personal computer aduso domestico.

### Notebook

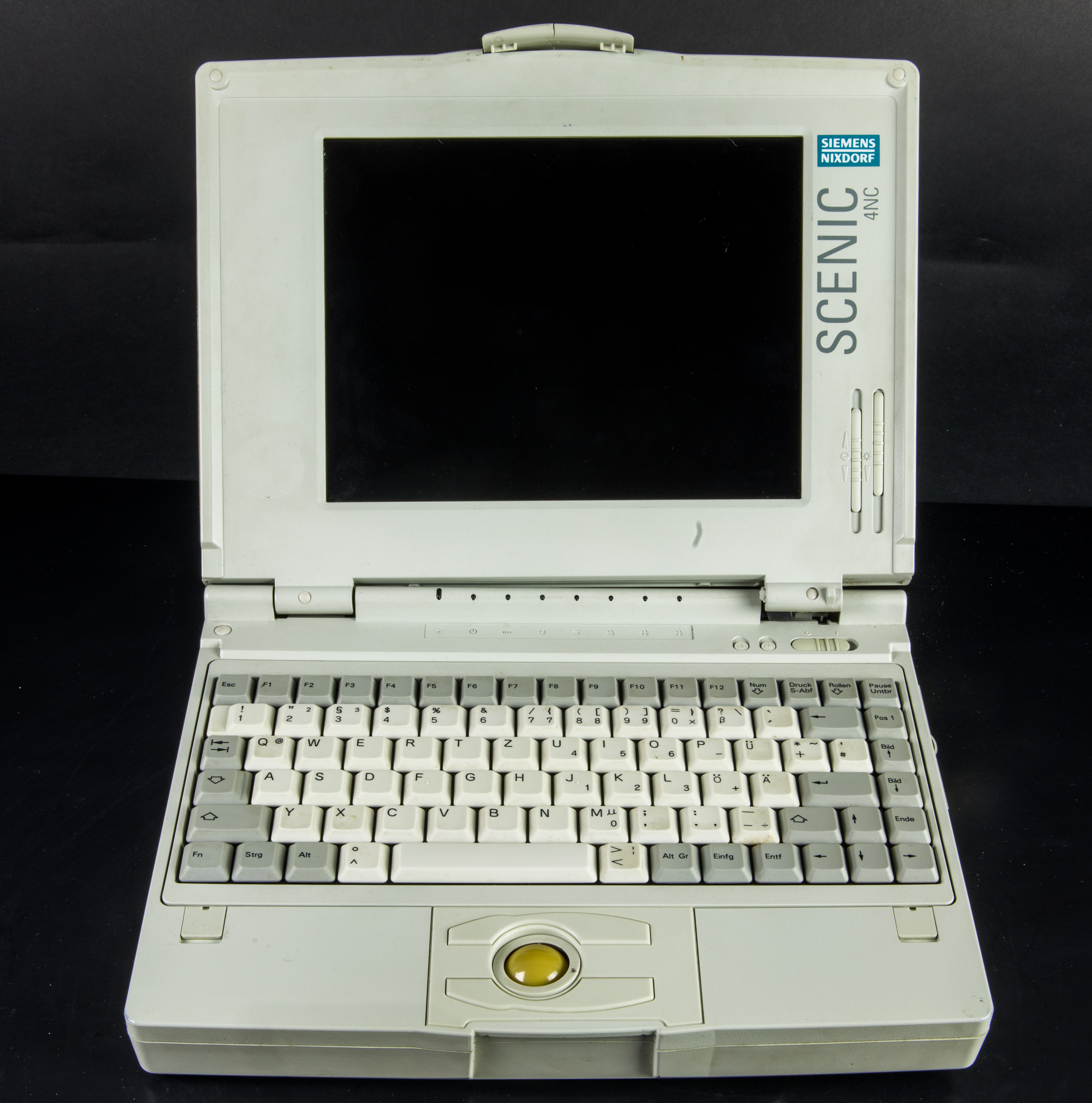
Siemens Nixdorf Scenic 4NC